# Joseph Janssens (politicus)
Joannes Josephus Antonius (Joseph of Jozef) Janssens (Geel, 14 maart 1824 - aldaar, 11 maart 1903) was een Belgisch rentenier en politicus voor de Katholieke Partij.

## Levensloop
Janssens groeide op in een renteniersgezin uit de Geelse burgerij. In 1852 huwde hij een telg uit de vooraanstaande familie Jacques, eveneens afkomstig uit Geel. Uit dit huwelijk kwamen zes kinderen voor.
In 1854 maakte hij zijn debuut in de Geelse gemeenteraad en in 1864 werd hij aangesteld als schepen, een mandaat dat hij zou uitoefenen tot 2 september 1872. Vanaf 1870 was hij daarnaast ook voorzitter van de Katholieke Bond van het kanton Mol. In 1873 trad hij opnieuw toe tot de gemeenteraad en het schepencollege en na de dood van burgemeester (en partijgenoot) Jacques Moortgat werd hij op 3 januari 1884 aangesteld als diens opvolger, een mandaat dat hij zou uitoefenen tot 2 september 1900. HIj werd in deze hoedanigheid opgevolgd door partijgenoot Gommaar Boeckmans. Daarnaast zetelde hij van 1886 tot 1900 in de Antwerpse provincieraad.
Hij kreeg het ereteken van ridder in de Leopoldsorde. Zijn zoon Karel was eveneens politiek actief.